# Varshets (huyện)
Varshets là một huyện thuộc tỉnh Montana, Bungaria. Dân số thời điểm năm 2001 là 9870 người.